# Nata per te
Nata per te è un film del 2023 diretto da Fabio Mollo.
La pellicola è l'adattamento cinematografico dell'omonimo libro del 2018 di Luca Trapanese e Luca Mercadante, basato sulle vicende che portarono Trapanese ad adottare la figlia Alba.

## Trama
In un ospedale italiano, una bambina con la sindrome di down viene abbandonata. Nel momento in cui l'infermiera deve scegliere un nome e un cognome da dare alla piccola guarda fuori dalla finestra e decide di chiamarla "Alba Stellamia".
Luca Trapanese è un ragazzo omosessuale che presta aiuto ad un'associazione per persone con disabilità. È da tempo impegnato in una relazione con Lorenzo ed entrambi vorrebbero diventare genitori. Nei giorni seguenti Luca fa più volte richieste al tribunale per l'adozione di un bambino, ma per la legge italiana le adozioni sono prioritarie delle coppie eterosessuali, salvo casi particolari. L'unica possibilità sarebbe farsi carico di un bambino con gravi problematiche e Luca accetta volentieri questa possibilità. 
Successivamente Luca viene a conoscenza dell'esistenza e della condizione di Alba e da quel momento è intenzionato a prendersi cura della bambina. Nel frattempo il tribunale continua a ricevere risposte negative da parte delle coppie etero in merito all'adozione di Alba. Lorenzo vorrebbe trovare altri modi per diventare padre, ma Luca è intenzionato ad adottare solamente Alba. Questo porta a una rottura tra i due.
Rimasto single, Luca incontra l'avvocata Teresa Ranieri e le spiega la sua situazione. Pur ammettendo che le speranze sono poche, Teresa gli promette di aiutarlo con la giudice Livia Gianfelici e gli suggerisce di tentare con l'affidamento a lunga durata invece che con un'adozione. Dopo che Alba viene nuovamente rifiutata da parte di possibili genitori adottivi, a Luca viene offerta di avere la bambina in affidamento temporaneo per un mese.  
Per quanto l'affidamento vada con successo, Luca è irritato che il suo caso sia stato riportato dai giornali e trasformato in un caso politico, ma Teresa lo invita ad accettare il suo ruolo all'interno di una comunità più ampia. Intanto Teresa ha modo di parlare con la giudice della legislazione vigente in merito all'adozione da parte di uomini single e la giudice, nonostante sia stata fino a quel momento restia, decide di confermare l'adozione di Alba a Luca. Alba Stellamia diventa quindi Alba Trapanese e Luca diventa il primo uomo gay single ad adottare una bambina in Italia.

## Produzione
Le riprese sono iniziate il 19 settembre 2022 per la durata di sei settimane e si sono svolte prevalentemente a Napoli e Ischia.
Il film ha goduto del contributo di Regione Campania e della Film Commission Regione Campania.

## Distribuzione
Il film è stato presentato in anteprima mondiale il 27 settembre 2023 in occasione della ventiquattresima edizione del Napoli Film Festival. Successivamente la pellicola è stata distribuita nelle sale italiane dal 5 ottobre dello stesso anno incassando complessivamente 823 mila euro.